# Soup (藤原さくらの曲)
「Soup」（スープ）は、藤原さくらの楽曲。2016年6月8日にSPEEDSTAR RECORDSよりシングルとして発売された。

## 解説
藤原にとって初のシングル作品で、本作のリリースは、作詞作曲を担当した福山雅治のレギュラーラジオ番組『福山雅治 福のラジオ』（TOKYO FM、2016年4月23日放送回）で発表された。本作について、福山は「佐野さくらの成長物語であると同時に、藤原さくらの成長日記でもある」とコメントし、藤原は「自分の歌がシングルで出せるタイプの曲だと思っていなかったし、アルバムを通して自分の音楽を表現する“アルバムアーティスト”だと思っていた。だけど『Soup』のリリースをきっかけにそういう固定観念から解き放たれた」とコメントしている。
シングルのジャケットは、スープを食べている藤原を被写体としたもの。初回限定盤はEPサイズの紙ジャケット仕様となっている。初回限定盤にはDVDが付属し、「Soup」のミュージック・ビデオとメイキング映像、そして2016年1月9日にbillboard LIVE TOKYOで開催されたワンマンライブ「morning bell」から3曲のライブ映像が収録されている。
表題曲の「Soup」はフジテレビ系ドラマ『ラヴソング』の主題歌として、ドラマの主演を務めた福山雅治がプロデュースを行った。また、カップリングの「好きよ 好きよ 好きよ」はドラマの挿入歌になっている。
シングルの発売に先駆け、5月16日に表題曲「Soup」、5月23日にカップリング曲の「好きよ 好きよ 好きよ」の先行配信が開始された

## 収録曲
1. Soup (4:10)
  - 作詞・作曲：福山雅治　編曲：福山雅治、井上鑑

フジテレビ系ドラマ『ラヴソング』主題歌で、歌詞が付く前の段階の5曲の音源の中から選ばれた。当初は藤原曰く「オーソドックスなJ-POP寄り」のアレンジだった[11]。
本作と次曲の歌詞について、福山は「『20歳の女の子・佐野さくらが書いた歌詞』として書いた」としており、藤原は「私が47歳の福山さんの恋心を音楽で表現するようなことで、私にはそういう視点はないし刺激を受けた」とコメントしている[12]。
2. 好きよ 好きよ 好きよ (5:13)
  - 作詞・作曲：福山雅治　編曲：福山雅治、井上鑑

フジテレビ系ドラマ『ラヴソング』劇中歌
カントリー・バラード[1]。
3. Summertime (佐野さくら with 神代広平 Ver.) (1:55)
  - 作詞：Edwin DuBose Heyward、作曲：George Gershwin、編曲：福山雅治

ボーナス・トラックで、ジャニス・ジョプリンのカバー曲。
ドラマの第3話でのライブシーンで演奏する楽曲についての話し合いで、藤原が実際のオーディションでノラ・ジョーンズの楽曲を歌ったことを聞いた福山が、「英語の歌があった方が良い」と判断したことから本曲が選ばれた[11]。
4. 500マイル (佐野さくら with 神代広平 Ver.) (2:54)
  - 作詞・作曲：Hedy West、日本語詞：忌野清志郎、編曲：福山雅治

ボーナス・トラック。HISのカバー曲で、ヘイデイ・ウエストの楽曲「500 Miles」の日本語カバーにあたる。劇中でさくらが聞いていたのは、HISのヴァージョンである[13]。
当初よりドラマの劇中で演奏することが決まっており、タイトルとドラマの舞台である東京にちなんで、主人公の佐野さくらの故郷が広島県に決定した[11]。

### 初回限定盤DVD
1. Soup (Music Video)
監督は大喜多正毅[14]。
2. Soup Special Movie (MV Making & Recording Document)

“morning bell” Live at Billboard Live TOKYO 20160109
1. Ellie
2. Just one girl
3. 「かわいい」

## 参加ミュージシャン
| Soup - Guitar:Masaharu Fukuyama - Piano:Akira Inoue - Bass:Kenji Takamizu - Drums:Hideo Yamaki - Fiddle:Yoshihiro Arita - Vocal:Sakura Fujiwara 好きよ 好きよ 好きよ - Guitar:Masaharu Fukuyama - Piano&Accordion:Akira Inoue - Bass:Kenji Takamizu - Drums:Hideo Yamaki - Fiddle:Toshihiro Nakanishi - Banjo:Yoshihiro Arita - Vocal:Sakura Fujiwara | Summertime (佐野さくら with 神代広平 ver.) - Guitar:Masaharu Fukuyama - Vocal:Sakura Fujiwara 500マイル (佐野さくら with 神代広平 ver.) - Guitar:Masaharu Fukuyama - Vocal:Sakura Fujiwara |